# Mogens Bille
Mogens Bille (død april 1538) var en dansk rigsråd, og bror til Eske Bille og biskop Ove Bille. 
Han foretog i 1502 en pilgrimsfart til Jerusalem, arvede i 1508 Svanholm. Efter sin fader Peder Bille Og deltog senere i kampene mod Sverige, måske også i sendelser til Skotland, men indtog for øvrigt næppe en betydeligere stilling, før han i Frederik 1.s tid, især efter at han 1524 havde ægtet rigshofmesteren Mogens Gjøes datter Sophie, fik forskellige forleninger, navnlig Koldinghus (1527-36). 
Efter Frederik 1.s død indsattes han af rigsrådet til befalingsmand i Jylland og blev, som det synes, af rigsrådet selv optagen i dets midte. Da grevens fejde udbrød, hyldede han Christian 3. men blev alligevel 1536 berøvet sin forlening Koldinghus og udstødt af rigsrådet,vel nærmest på grund af den måde, hvorpå han var optaget deri; Christian 3. bebrejdede stærkt det daværende rigsråd, at det i den kongeløse tid havde optaget nye medlemmer. 
Men desuden var Mogens Bille så nøje knyttet til sin broder Ove Bille og til det ældre katolske parti, at man vel af den grund ikke har villet betro ham en så vigtig forlening som Koldinghus. Han var for øvrigt nu svagelig og døde i april 1538. I sit 1537 oprettede testamente viser han sig som katolik af den gamle skole.  
Hans hustru, Sophie Gjøe, var død i marts 1537 i Stettin, hvortil hun, ledsaget af sin bekendte søster Birgitte Gjøe, var rejst for at søge lægehjælp. Som det synes, beror det på en misforståelse, at hun ved sine bønner hos biskop Joachim Rønnov 1533 skulde have udvirket tilladelse for Hans Tausen til atter at vende tilbage til København. 
Ægteskabet var barnløst, hvorfor Svanholm efter Mogens Billes død tilfaldt hans broder Eske. Begge brødrene havde dog overladt gården til deres bror, den forhenværende biskop Ove Bille, på livstid.